# Dumas, Arkansas
Dumas är en ort i Desha County i Arkansas. Orten har fått sitt namn efter plantageägaren William B. Dumas som var av fransk härkomst. Vid 2020 års folkräkning hade Dumas 4 001invånare.

## Kända personer från Dumas
- Jim Hines, friidrottare